# Ramphastos cuvieri
Ramphastos cuvieri, "cuviertukan" , är en fågel i familjen tukaner inom ordningen hackspettartade fåglar. Den betraktas oftast som underart till vitstrupig tukan (Ramphastos tucanus), men urskiljs sedan 2014 som egen art av Birdlife International, IUCN och Handbook of Birds of the World.
Fågeln delas in i två underarter med följande utbredning: Den kategoriseras av IUCN som livskraftig.
- R. c. cuvieri – södra och sydvästra Venezuela samt sydöstra Colombia och Brasiliens del av Amazonområdet söderut till östra Peru och norra Bolivia
- R. c. inca – norra och centrala Bolivia